# Духни-Млоде
Духни-Млоде (пол. Duchny Młode) — село в Польщі, у гміні Снядово Ломжинського повіту Підляського воєводства.
Населення — 87 осіб (2011).
У 1975-1998 роках село належало до Ломжинського воєводства.

## Демографія
Демографічна структура станом на 31 березня 2011 року:
|          | Загалом | Допрацездатний вік | Працездатний вік | Постпрацездатний вік |
| -------- | ------- | ------------------ | ---------------- | -------------------- |
| Чоловіки | 42      | 15                 | 23               | 4                    |
| Жінки    | 45      | 17                 | 19               | 9                    |
| Разом    | 87      | 32                 | 42               | 13                   |